# Гідрогеологічне опробування
Гідрогеологічне опробування (рос. гидрогеологическое опробование, англ. hydrogeologic sampling, нім. hydrogeologisches Proben f pl) – сукупність польових і лабораторних досліджень водоносних горизонтів, зон або водоносних комплексів з метою визначення фільтраційних властивостей порід (коефіцієнт фільтрації порід), хіімічного і газового складу підземних вод. Дані гідрогеологічного опробування служать вихідними розрахунковими параметрами при проектуванні системи водозахисту гірничих виробок. 